# LaGG-1 (航空機)
LaGG-1 / ЛаГГ-1
- 用途：戦闘機
- 設計者：

  - ウラジミール・ゴルブーノフ
  - セミョーン・ラヴォーチキン
  - ミハイル・グドコフ
- 製造者：OKB-301設計局
- 運用者： 赤色空軍
- 初飛行：1940年3月30日
- 生産数：2機
- 運用状況：試作のみ
- 派生型：LaGG-3

LaGG-1（Lavochkin-Gorbunov-Gudkov LaGG-1 ラググ1 / 露 : ЛаГГ-1 ラーググ・アヂーン）は、ソヴィエト連邦のOKB-301設計局が開発した単発単葉の戦闘機である。
開発中に出された新たな要求に対応したモデルが、後にLaGG-3として空軍や海軍航空隊で運用された。

## 概要
後に主力戦闘機の一角を担うこととなる全木製戦闘機のアイデアを考案したのは、ウラジミール・ゴルブーノフであった。防衛産業省（NKOP）の航空部門の長であった彼は、その立場から自国の航空産業の現状やアルミニウム不足を認識しており、その解決策として全木製戦闘機を考案した。レオンティ・ルイシコフが開発した新たな強化木材である『デルタ材』に着目し、これを新型戦闘機の高い強度を要求される構造部位に用いることで、金属資源の節約が可能だとしていた。
ゴルブーノフは豊富な設計経験を有していた部下のセミョーン・ラヴォーチキンに声をかけ、共に防衛産業省の大臣ミハイル・カガノヴィッチのオフィスを訪れた。彼らの提案はカガノヴィッチの関心をひき、またこの場に居合わせていた防衛産業省の上級技術者であったミハイル・グドコフも、この航空機開発へと加わることとなった。
ゴルブーノフ、ラヴォーチキン、グドコフの3名は、ルイシコフが長を務めるクンツェヴォのプロペラ工場の一室を借り、そこで設計作業を進めた。1939年5月に設計局を設けることが承認され、その後全木製戦闘機の設計案も航空産業省（NKAP）に承認され、ただちに2機の試作が命じられた。クンツェヴォの工場は航空機の製作には適していなかったため、彼らは過去に木材家具を生産していたヒムキの第301工場に居を移し、そこに『OKB-301』の名で新たな設計局が設立された。
空軍飛行研究所（NII VVS）による公的な承認は、1940年1月になされた。それまで文書上では「K」や「圧縮木材による構造を特徴とした高速戦闘機」と呼ばれていた設計案は『I-301』と指定された。「I-301は当初I-22であった」とする出版物もあるが、当時の公式文書ではそのような名称は確認できておらず、実在しない推測によるものであったとするものもある。
I-301の試作1号機は、1940年3月までに完成した。エンジンはモーターカノンに対応したM-105Pを搭載し、直径3.0mのVISh-61Pプロペラを備えていた。武装は、シリンダーバンク間に23mm機関砲 PT-6を備え、プロペラ軸より発射可能となっていた。機首上部には12.7mm機関銃 UBS（末尾のSはプロペラ同調型を意味する）を2挺備え、開発中にさらに2挺の7.62mm機関銃 ShKASが追加されている。機体はその赤色の磨き上げられた木製外板から『ピアノ』の愛称で呼ばれた。
初飛行は3月30日に行われた。パイロットを務めたアレクセイ・ニカーシンは、機体の扱いはシンプルで、平均的もしくはそれ以下の技量のパイロットであっても容易であると報告している。
6月に行われた空軍の領収テストは、10日間で42回の飛行が行われた。それにおいては、海面高度で515km/h、高度4,700mで585km/h、高度5,000mまで5.85分という、同じエンジンを搭載するI-26（後のYak-1）と変わりない結果を出した。多くの欠陥が検出されながらも、I-301は更なる開発継続と、運用試験用を目的とした25から30機ほどの小規模な単位の機体製造が決定された。
8月11日に試作1号機が事故により損傷し、その修理と試作2号機の準備が進められていた最中、10月2日に政府より「全ての新型戦闘機は1,000kmの航続距離を有すべし」という新たな要求が下された。この新たな航続距離の要求を達成するべく、それまで内翼部及び中央に配されていた計3個の燃料タンクに加え、生産型では外翼部に各1個の燃料タンクを追加することとした。試作2号機は翼構造の検討および比較のために作りが異なっており、外翼への燃料タンクの実装が難しかったため、応急的に胴体内に追加の燃料タンクが設置され、引き続き試験が行われた。
1940年12月の命名規則の変更に際し、I-301は主要設計者3名の名前（Lavochkin-Gorbunov-Gudkov）を連ねたLaGG-1と命名され、燃料を増加させた仕様はLaGG-3とされた。
なお生産型は当初よりLaGG-3の仕様で作られたため、LaGG-1として完成した生産機はない。

## 諸元
I-301
- 全幅：9.80 m
- 全長：8.81 m
- 翼面積：17.51 m2
- 空虚重量：2,478 kg
- 離陸重量：2,968 kg
- 発動機：クリーモフ M-105P 液冷V型12気筒 ×1
- 出力：1,050 馬力
- 最高速度：[注釈 2]
  - 605 km/h (高度4,590 m)
  - 515 km/h (高度0 m)
- 航続距離：500 km
- 乗員：1 名
- 武装：23 mm MP-6機関砲 (モーターカノン)、12.7 mm UBS機関銃 ×2 (機首上部)[注釈 3]